# Riwne (obwód winnicki)
Riwne (ukr. Рівне) – wieś na Ukrainie, w obwodzie winnickim, w rejonie mohylowskim, w hromadzie Kuryłowce Murowane. W 2001 liczyła 971 mieszkańców, spośród których 957 wskazało jako ojczysty język ukraiński, 13 rosyjski, a 1 ormiański.